# Catapsephis leucomelaena
Catapsephis leucomelaena là một loài bướm đêm trong họ Crambidae.